# Cyathea ternatea
Cyathea ternatea är en ormbunkeart som beskrevs av Cornelis Rugier Willem Karel van Alderwerelt van Rosenburgh. Cyathea ternatea ingår i släktet Cyathea och familjen Cyatheaceae. Inga underarter finns listade.